# 2776 Baikal
För andra betydelser, se Bajkal.
2776 Baikal eller 1976 SZ7 är en asteroid i huvudbältet som upptäcktes den 25 september 1976 av den rysk-sovjetiske astronomen Nikolaj Tjernych vid Krims astrofysiska observatorium på Krim. Den har fått sitt namn efter Bajkalsjön i Sibirien.
Asteroiden har en diameter på ungefär 18 kilometer.